# Luz María Umpierre
Luz María Umpierre Herrera, née en 1947 à San Juan à Porto Rico, est une poétesse, professeure d'université et défenseure des droits de humains portoricaine.

## Biographie
Elle est née dans un quartier populaire de Santurce, à San Juan. Bilingue, elle soutient en doctorat d'espagnol à l'université Bryn Mawr en 1978. Elle  enseigne ensuite à l'université Rutgers et à l'université d'État de New York. En butte à la discrimination envers les femmes portoricaines et homosexuelles, elle se consacre depuis à la défense des droits humains.
Elle publie plusieurs recueils de poèmes où elle établit des conversations avec d'autres poétesses comme Sylvia Plath, Virginia Woolf, Sor Juana Inés de la Cruz, Ana Castillo, Marge Piercy, Julia de Burgos et Sandra María Esteves.

## Œuvres

### Poésie
- Una puertorriqueña en Penna, [Puerto Rico] : Master Typesetting of P.R., 1979.
- En el país de las maravillas (Kempis puertorriqueño). Bloomington, Ind.: Third Woman Press, 1982.
- ... Y otras desgracias/And Other Misfortunes... Bloomington, Ind.: Third Woman Press, 1985.
- The Margarita Poems. Bloomington, Ind.: Third Woman Press, 1987.
- For Christine: Poems and One Letter. Chapel Hill, N.C.: Professional Press, 1995.
- Pour toi/ For Moira. San Juan, Puerto Rico: Mariita Rivadulla and Associates, 2005.
- Our Only Island—for Nemir. San Juan, Puerto Rico: Mariita Rivadulla Professional Services, 2009.
- I'm Still Standing: Treinta años de poesía/Thirty Years of Poetry, eds. Carmen S. Rivera and Daniel Torres. Orlando, FL: Lulu.com, 2011.

### Critique littéraire
- Ideología y novela en Puerto Rico: un estudio de la narrativa de Zeno, Laguerre y Soto. Madrid: Playor, 1983.
- Nuevas aproximaciones críticas a la literatura puertorriqueña contemporánea. Río Piedras: Editorial Cultural, 1983.